# Hers-Vif
Der Hers-Vif (oder Grand Hers) ist ein Fluss in Frankreich, der in der Region Okzitanien verläuft. Der Beiname Vif („lebendig“) unterscheidet ihn vom Hers-Mort („Toter Hers“), einem Nebenfluss der Aude. Er entspringt in den Pyrenäen, nahe dem Col du Chioula, im Gemeindegebiet von Prades. Er entwässert zunächst in vielen Richtungsänderungen generell nach Nord bis Nordost durch das Pays d’Aillou und verlässt das Plateau durch die Schlucht Gorges de la Frau. In seinem Mittellauf umläuft er im Osten den Lac de Montbel, dreht dann auf Nordwest und mündet nach rund 135 Kilometern im Gemeindegebiet von Cintegabelle als rechter Nebenfluss in die Ariège. Der Hers-Vif durchquert auf seinem Weg die Départements Ariège, Aude und Haute-Garonne.

## Orte am Fluss
- Prades
- Fougax-et-Barrineuf
- Bélesta
- L’Aiguillon
- La Bastide-sur-l’Hers
- Sainte-Colombe-sur-l’Hers
- Chalabre
- Mirepoix
- Rieucros
- Belpech
- Mazères
- Calmont

## Wichtige Zuflüsse
Abgesehen von zahlreichen Bächen münden in den Hers-Vif folgende Gewässer (mit Längenangabe, Reihenfolge flussabwärts):
- der Lasset (auch: Ruisseau de Saint Nicolas) (ca. 14 km) von links in Fougax-et-Barrineuf 42° 52′ 43″ N 1° 53′ 39″ O
- die Karstquelle Fontaine de Fontestorbes (<100 m) von rechts an der südwestlichen Gemeindegrenze von Bélesta 42° 54′ 16″ N 1° 56′ 06″ O
- der Blau (ca. 16 km) von rechts in Chalabre 42° 59′ 05″ N 2° 00′ 25″ O
- der Touyre (ca. 39 km) von links in Lagarde 43° 02′ 25″ N 1° 56′ 01″ O
- die Ambrone (ca. 22 km) von rechts in Moulin-Neuf 43° 04′ 48″ N 1° 56′ 42″ O
- der Countirou (ca. 15 km) von links in Mirepoix 43° 05′ 35,9″ N 1° 52′ 45.7″ O
- der Douctouyre (ca. 42 km) von links in Vals 43° 05′ 34″ N 1° 45′ 18″ O
- die Vixiège (ca. 34 km) von rechts unterhalb von Marty (Gemeinde Belpech) 43° 12′ 20″ N, 1° 44′ 49″ O
- der Estaut (ca. 19 km) von links unterhalb von Belpech 43° 12′ 55″ N, 1° 44′ 12″ O
- der Raunier (ca. 12 km) von links unterhalb von Mazères 43° 15′ 46″ N 1° 40′ 10″ O
- der Ruisseau du Cazeret  (ca. 10 km) von links oberhalb Calmont 43° 16′ 20″ N 1° 39′ 23″ O

## Hydrologie
Der Grand Hers ist bekannt als vif, was in diesem Zusammenhang so viel bedeutet wie ‚lebhaft‘ oder ‚schnell‘.
In den Sommer- und Herbstmonaten hat der Fluss eine durchschnittliche Abflussmenge von 3–4 m³/s. In den Wintermonaten und im Frühling kommt es aber immer wieder zu spektakulären Fluten, wie am 16. Juni 1289, als nach dem Bruch eines natürlichen Dammes am Nebenfluss Blau eine Flutwelle des Hers-Vif die Stadt Mirepoix nahezu vollständig zerstörte.
Einige weitere Beispiele:
- am 23. Juni 1875, am Pegel Mazères eine Durchflussmenge von 1500 m³/s
- am 6. Februar 1919, am Pegel Mazères eine Durchflussmenge von 600 – 800 m³/s
- am 19. Mai 1977, am Pegel Mazères eine Durchflussmenge von 1070 m³/s
- am 16. Januar 1981, am Pegel Mazères eine Durchflussmenge von 1100 m³/s
- am 11. Juni 2000, am Pegel Mazères eine Durchflussmenge von 500 m³/s
- am 24. Januar 2004, am Pegel Mazères eine Durchflussmenge von 500 m³/s

## Naturschutz
- Das Tal des Hers-Vif ist als Natura-2000-Gebiet unter dem Code FR7301822 registriert.